# HD27962
HD27962 — подвійна зоря. 
Ця подвійна система має видиму зоряну величину в смузі V приблизно 4,3.
Вона розташована на відстані близько 147,9 світлових років від Сонця.

## Подвійна зоря
Головна зоря цієї системи належить до хімічно пекулярних зір й має спектральний клас A1.
Інша компонента має  спектральний клас A4.

## Фізичні характеристики
Зоря HD27962 обертається 
порівняно повільно 
навколо своєї осі. Проєкція її екваторіальної швидкості на промінь зору становить  Vsin(i)= 11км/сек.

## Магнітне поле
Спектр даної зорі вказує на наявність магнітного поля у її зоряній атмосфері.
Напруженість повздовжної компоненти поля оціненої з аналізу
становить  779,3± 241,0 Гаус.